# Église Notre-Dame de La Baule-Escoublac
L'église Notre-Dame-de-Lourdes à La Baule-Escoublac est une église française située dans la commune de La Baule-Escoublac, dans le département de la Loire-Atlantique et la région Pays de la Loire.

## Historique
Avant la construction de l'église Notre-Dame, les célébrations et activités paroissiales se déroulaient dans la chapelle Notre-Dame-des-Flots (devenue chapelle Sainte-Anne) située à 500 mètres de là. Construite à la fin du XIXe siècle, cette chapelle est agrandie deux fois (en 1915 et 1925), mais la population ne cessant de croître, on décide de construire un lieu de culte plus vaste.
Un terrain est alors donné par la famille Darlu au 2, avenue des Alcyons afin d'y accueillir la nouvelle église.
Le projet a été dirigé par l'abbé François Chochon dépêché sur les lieux par l'évêché en 1923. L'église a été financée entre autres par de riches familles de la région, comme les Écomard.
Les travaux de fondation débutent le 23 mars 1931.
La première pierre de l'église est bénie le 29 juin 1931 par Mgr Eugène Le Fer de La Motte, évêque de Nantes, au cours d'une cérémonie à laquelle assistent monsieur de Lapeyrouse, conseiller général et maire de La Baule-Escoublac, de nombreux membres du clergé et des fidèles.
On raconte que l'abbé François Chochon participa lui-même activement aux travaux, charriant des brouettes de sable.[réf. nécessaire]
Les travaux s'achèvent le 1er juillet 1935.
L'évêque de Nantes la consacre le 21 août 1935.

## Le style architectural
L'édifice a été conçu par l'architecte François Bougoüin.
Il est de style néo-roman. L'édifice a une longueur totale de 52 mètres, sur 21 mètres de large, et 16,50 mètres de haut sous la voûte.

## L'orgue
L'orgue abrité dans l'église est l'œuvre de la maison Beuchet-Debierre de Nantes. Les travaux débutent en 1954 et s'achèvent en 1956. L'instrument est inauguré par un récital de Gaston Litaize.
L'orgue est démonté une première fois en 1970, pour permettre l'installation du vitrail représentant une grande rosace. Deux autres restaurations ont lieu en 1985 (nettoyage complet) et 2008 (travaux effectués par la manufacture d'orgues Robert et Frères de La Chapelle-sur-Erdre).